# ジェラールメ
ジェラールメ （Gérardmer、/ʒeˑrɑːrme/）は、フランス北東部グラン・テスト地域圏ヴォージュ県のコミューン。ヴィクトル・ユーゴーの兄弟アルフレートに、『ヴォージュの真珠』（Perle des Vosges）と謳われた土地である。

## 地理
名称は標高670m地点にあるジェラールメ湖にちなんでいる。8万年前から1万年前の氷期後期にできた湖で、下流に向かう谷を決定的にブロックするモレーンによって維持されている。コミューン内をヴォローニュ川が流れ、コミューンで最も標高の低い584m地点で川は隣のコミューン、グランジュ＝シュル＝ヴォローニュへ向かって流れていく。最高標高地点はリスパック湖の上に突き出たグルヴラン峰での1137mである。
コミューンの大半を森林が占め、その面積は3721ヘクタールである。スキー・リゾートが早くから導入されており、モーズレーヌのスキー場が今日知られている。

## 歴史
ジェラールメの古い歴史は、この土地を長期に渡って支配してきたロレーヌ公国と深く結びついている。自治権を獲得する以前、ジェラールメはコルシュー司教区に入っていた。1285年に初めて文献に登場したときは、Geramerの名であった。19世紀に鉄道がジェラールメにつながり、観光地としてパリジャンに知られるようになった。1875年、ジェラールメにフランス初の観光局が設置された。ドイツ帝国によるアルザス＝ロレーヌ併合が行われ、ジェラールメでの織物産業が盛んとなった。
アルザス＝ロレーヌ併合によりジェラールメは国境の町となり、1905年には第152歩兵連隊の基地が設置された。
1940年6月22日、ジェラールメはナチス・ドイツに占領された。1944年11月17日、数件の火事がほぼ同時に発生し、同日の夕方には市街を全て焼き尽くした。町には厚く黒い雲が立ちこめていた。貯水池が破壊され、消火活動に役立たなかったのが原因であった。18日午前、ドイツ軍の攻撃が行われ、倒壊せずに残っていた家屋に対し火が放たれた。18日の夕方までにドイツ軍はジェラールメから去っていった。それから14時間後の19日、自由フランス軍が町役場へと到着した。

## 経済
金属加工業、観光、織物産業が盛んである。特に、テキスタイル会社のガルニエ・ティエボー（ジャカード織りで有名）やリンヴォージュ社が工場を置いている。
1994年よりジェラルメ国際ファンタスティカ映画祭が開催されている。

## 姉妹都市
- ラ・ロクル、スイス
- ティドルメーヌ、マリ共和国
- ワレンム、ベルギー